# 雙線眶棘鱸
雙線眶棘鱸（学名：Scolopsis bilineatus），又稱雙帶赤尾冬，俗名石兵、雞仔、紅尾冬仔，為輻鰭魚綱鱸形目金線魚科的其中一個種。

## 分布
本魚分布於印度西太平洋區，包括馬爾地夫、印度、斯里蘭卡、琉球群島、台灣、中國東海、南海、菲律賓、印尼、越南、馬來西亞、新加坡、泰國、緬甸、安達曼群島、澳洲北部、所羅門群島、新喀里多尼亞、馬里亞納群島、斐濟群島、馬紹爾群島、帛琉、密克羅尼西亞、萬納杜、東加等海域。

## 深度
水深1至25公尺。

## 特徵
本魚頭與軀幹上半部為黑色且具有兩條黃帶；幼魚時黃黑相間約等寬，但成魚後此黃帶縮短為兩條線，體背黑底由吻斜至背鰭後端形成一弧形鑲細黑邊之白帶分隔之，稍後方之背部有一白斑；體下半部及腹部為銀白色。側線鱗片數約44至46枚，背鰭硬棘10枚、軟條9枚；臀鰭硬棘3枚、軟條7枚。體長可達23公分。

## 生態
本魚幼魚常見於珊瑚礁區外緣底部以「一停一游」的方式活動，多獨居，夜間出外到沙地上覓食甲殼類、軟體動物、棘皮動物等。

## 經濟利用
中小型的食用魚；其特殊的游動方式可做為觀賞。